# Emil Berggreen
Emil Berggreen (* 10. Mai 1993 in Helsingør) ist ein ehemaliger dänisch-kroatischer Fußballspieler. Er war dänischer U21-Nationalspieler.

## Karriere

### Vereinskarriere

#### Anfänge in Dänemark
Der Sohn einer kroatischen Mutter, die im Alter von acht Jahren nach Dänemark gekommen war, und eines dänischen Vaters ist in der Region Hovedstaden geboren und aufgewachsen. In seiner Jugend hatte Berggreen für Frem Hellebæk und BK Søllerød-Vedbæk gespielt, bevor er in die A-Jugend (U19) des Erstligisten FC Nordsjælland wechselte. Im Alter von 19 Jahren ging er zu Brønshøj BK aus dem Kopenhagener Stadtteil Brønshøj. Für den Zweitligisten kam er zu 50 Einsätzen und erzielte 13 Tore. Nach zwei Jahren wechselte er zum Erstligisten und Aufsteiger Hobro IK. Am 20. Juli 2014 gab er sein Debüt in der Superliga beim 2:1-Sieg am ersten Spieltag gegen Odense BK, als er in der 55. Minute für Quincy Antipas eingewechselt wurde. Am 9. November 2014 erzielte Berggreen beim 3:0-Sieg am 14. Spieltag gegen Brøndby IF seine ersten beiden Tore in der Superliga. Er kam in der Hinrunde zu 17 Einsätzen und drei Toren.

#### Berggreen in Deutschland in Braunschweig und Mainz
Nach einer halben Saison ging er in der Winterpause 2014/15 nach Deutschland zu Eintracht Braunschweig in die 2. Bundesliga. Sein Vertrag lief bis 30. Juni 2017. Am 8. Februar 2015 gab Berggreen sein Debüt für den BTSV, als er beim 0:2 am 20. Spieltag gegen den 1. FC Kaiserslautern in der 69. Minute für Raffael Korte eingewechselt wurde. Am 23. Februar 2015 erzielte er sein erstes Tor beim 1:1 am 22. Spieltag im Spiel gegen RB Leipzig. In seinem ersten halben Jahr beim BTSV stand Berggreen sechsmal in der Anfangself und kam insgesamt in 13 Partien zum Einsatz, wobei ihm fünf Tore gelangen; zwei Spiele verpasste er wegen einer Entzündung im Knie. Eintracht Braunschweig, ein Absteiger aus der Bundesliga, belegte zum Saisonende den sechsten Platz. In der darauffolgenden Saison war Berggreen in der Hinrunde mit zehn Startelfeinsätzen in 13 Spielen Teil der Stammelf, verpasste allerdings weitere Spiele verletzungsbedingt.
Ende Januar 2016 wechselte Berggreen zum Bundesligisten 1. FSV Mainz 05. Im Februar 2016 unterzog er sich einer Knieoperation, im Juli 2016 erlitt er einen Kreuzbandriss. Wegen dieser Verletzungen kam er erst am 25. November 2017 zu seinem Bundesligadebüt für Mainz 05, als er bei der 1:2-Niederlage gegen den SC Freiburg in der 79. Spielminute für Viktor Fischer eingewechselt wurde und sein erstes Bundesligator zum Endstand erzielte.
Verletzungsbedingt kam der Stürmer das letzte Mal im April 2018 zum Einsatz, sein zum 30. Juni 2019 ausgelaufener Vertrag in Mainz wurde nicht mehr verlängert.

#### Einmal Niederlande und zurück
Im Juli 2019 schloss sich Berggreen in der niederländischen Eredivisie dem Aufsteiger FC Twente Enschede an. Er unterschrieb einen Vertrag mit einer Laufzeit von einem Jahr mit einer Option auf Verlängerung um ein weiteres Jahr. Beim Verein aus Enschede, einer Stadt an der deutschen Grenze, konnte Berggreen sich nicht durchsetzen und spielte in lediglich 13 Partien, dabei gehörte er auch nur zweimal zur Anfangself.
Im September 2020 verpflichtete die SpVgg Greuther Fürth den Mittelstürmer. Er unterschrieb einen Vertrag für zwei Spielzeiten. In der Saison 2020/21 kam er auch aufgrund diverser Verletzungen zu lediglich vier Einsätzen als Einwechselspieler. Zum Saisonende stieg der Verein aus Franken in die Bundesliga auf. Nachdem Berggreen in der Hinrunde der Saison 2021/22 nicht zum Einsatz gekommen war, einigte er sich mit dem Verein auf eine Vertragsauflösung zum 31. Dezember 2021.

#### Rückkehr nach Dänemark
Am 31. Januar 2022 unterschrieb Berggreen einen Vertrag bis Sommer 2023 beim dänischen Verein Sønderjysk Elitesport. In den ersten beiden Partien stand er nicht im Spieltagskader und kam dann am 6. März 2022 beim 2:2 im Heimspiel gegen Odense BK zu seinem ersten Einsatz, wobei ihm beide Tore des Vereins gelangen. Danach fiel Berggreen in den zwei restlichen Partien der regulären Saison wegen einer Fußverletzung aus. In der Abstiegsrunde gehörte er in vier Spielen zur Startelf, gehörte dann in der Folgezeit allerdings nicht mehr zum Spieltagskader. Zum Saisonende stieg Sønderjysk Elitesport in die 1. Division ab. In der darauffolgenden Saison – nun im Unterhaus – war Berggreen an den ersten vier Spieltagen immer als Torschütze in Erscheinung getreten und war ansonsten auch mehr oder weniger Teil der Stammelf, ehe er in der Folgezeit über weite Strecken der Saison ausfiel. Sønderjysk Elitesport erreichte die Aufstiegsrunde, in der er nur im Auswärtsspiel bei Hvidovre IF zum Einsatz kam und eine Vorlage gab. Der Verein aus der dänisch-deutschen Grenzregion verpasste schließlich den Wiederaufstieg. Im November 2024 gab er sein Karriereende bekannt.

### Nationalmannschaft
Anfang September 2014 sollte Berggreen für die kroatische U21-Nationalmannschaft nominiert werden. Er wollte jedoch grundsätzlich für den dänischen Verband spielen. Am 9. September 2014 kam er zu seinem Debüt in der dänischen U21, als er beim 7:1-Sieg im EM-Qualifikationsspiel in Aalborg gegen Bulgarien eingewechselt wurde und in der 65. Minute zum 5:1 traf.
Am 1. Juni 2015 wurde Berggreen von Trainer Jess Thorup in den Kader der dänischen U21-Auswahl für die Europameisterschaft 2015 nominiert. Außerdem wurde er kurze Zeit später von Morten Olsen für das Freundschaftsspiel der dänischen A-Nationalmannschaft am 8. Juni 2015 in Viborg gegen Montenegro in den Kader berufen; er kam in dieser Partie jedoch nicht zum Einsatz und wird im Spielbericht nicht aufgeführt.
Am 17. Juni 2015 debütierte er bei der U21-EM beim 2:1-Sieg der Dänen im Eröffnungsspiel in der Eden Arena in Prag gegen die tschechische Auswahl, als er in der 89. Minute eingewechselt wurde. Es blieb sein einziger Einsatz im Turnier und war sein letzter Einsatz für die U21 Dänemarks, die bei diesem Turnier das Halbfinale erreichte und dort gegen den späteren Titelträger Schweden ausschied.

## Erfolge
- Aufstieg in die Bundesliga: 2021